# بحران زیست‌محیطی

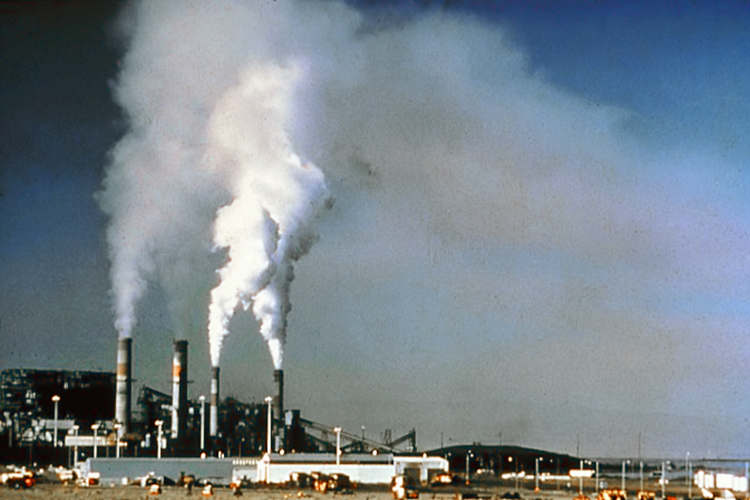
چهار گوشه ایستگاه تولید ، شهرستان سان خوان ، نیومکزیکو ، ایالات متحده. عنوان: "نیروگاه ، گوشه NW از نیومکزیکو. عکس قبل از نصب تجهیزات کنترل انتشار برای حذف دی اکسید گوگرد و ذرات گرفته شده است

یک بحران زیست‌محیطی (به انگلیسی: Environmental crisis) یا بحران بوم‌شناختی (به انگلیسی: Ecological crisis)، زمانی رخ می‌دهد که تغییر در محیط زیست یک گونه یا جمعیت، ادامه بقای آن را ناپایدار کند. برخی از دلیل‌های مهم عبارتند از:
- دگرگونی یک عامل زیست‌محیطی غیرزنده (مانند افزایش دما، بارندگی کمتر قابل توجه)
- افزایش فشار ناشی از شکار
- افزایش تعداد افراد (یعنی افزایش جمعیت)

نظریه تکاملی، تعادل نقطه‌گذاریشده بحران‌های نادر بوم‌شناختی را به عنوان یک محرک بالقوه برای تکامل سریع می‌بیند.
به دلیل پیامد انسان بر محیط طبیعی در دوره اخیر زمین‌شناسی، اصطلاح بحران بوم‌شناختی اغلب به مسائل زیست‌محیطی ناشی از تمدن‌های بشری مانند: بحران اقلیمی، از دست دادن تنوع زیستی و آلودگی پلاستیکی که به عنوان چالش‌های بزرگ جهانی در طول این دوره، در چند دهه نخست سدهٔ بیست و یکم بروز کرده‌اند، گفته می‌شود.